# Neptunalia
Les Neptunalia sont une fête religieuse romaine célébrée en l'honneur de Neptune, divinité des eaux, le 23 juillet, premier jour de la Canicule, période à laquelle l'eau peut se faire rare. Les auteurs romains n'ont transmis aucun détail sur son culte. L'analyse comparative des mythes celte et iranien a montré que le Neptune honoré des premiers Romains est l'interprétation latine d'un dieu indo-européen, maître dangereux des eaux douces, que les travaux humains de canalisation peuvent rendre bienfaisant. Le traité de Palladius des travaux agricoles préconisés pour le mois qui suit les Neptunalia garde ce souci de mise en place et d'entretien des canalisations d'eau douce.
À l'époque impériale, Neptune s'identifie au dieu grec Poséidon, maître des mers, et la célébration des Neptunalia se maintient jusqu'au IVe siècle, enrichie de jeux de cirque et maritime.

## Témoignages antiques

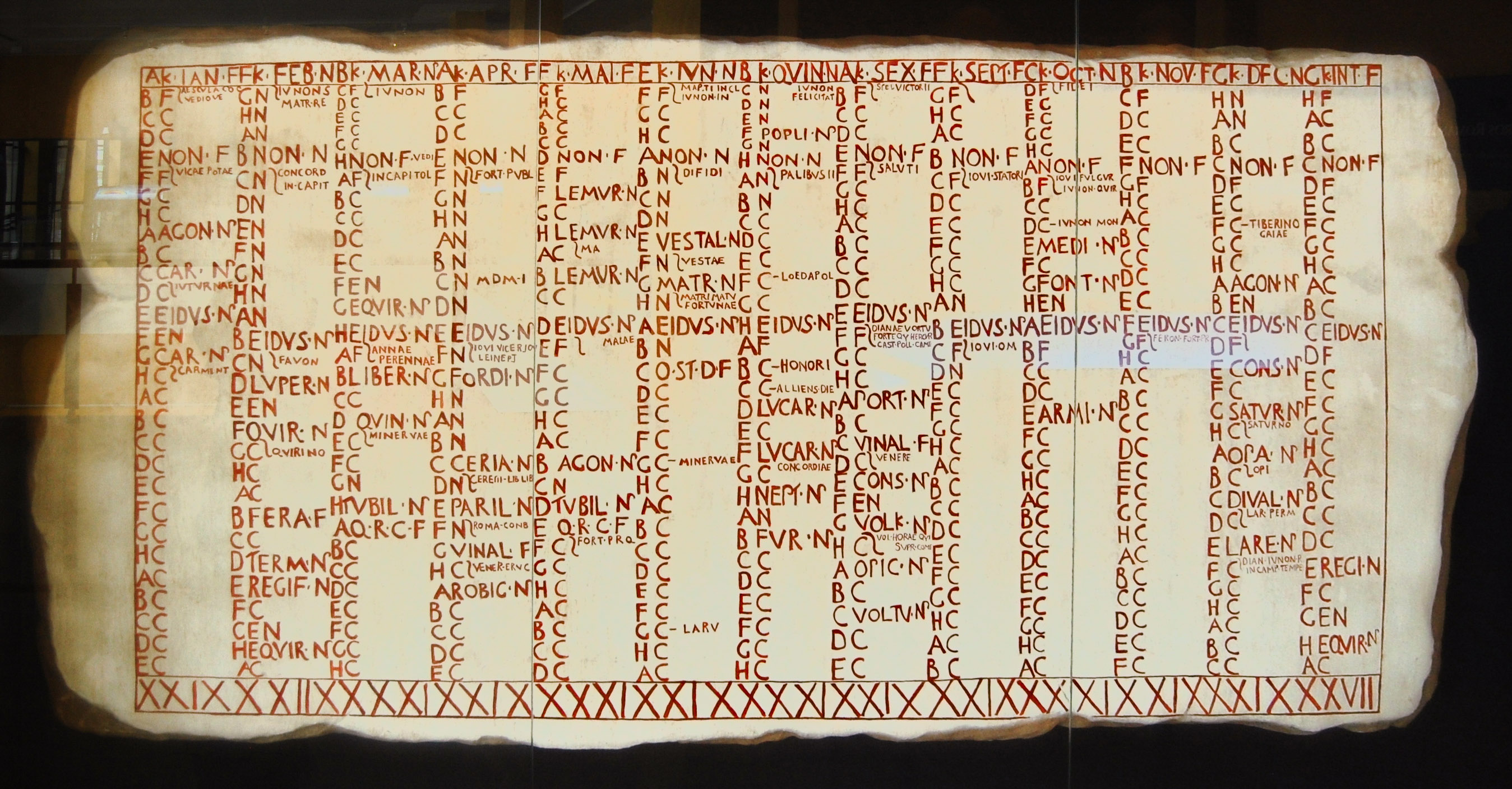
Reproduction du calendrier des Fasti Antiates maiores Fêtes notées sur le mois de Quintilis : LVCAR (Lucaria) NEPT (Neptunalia) FVR (Furrinalia).

La date des Neptunalia, 23 juillet, figure sur plusieurs calendriers, dont certains nous sont parvenus, plus ou moins fragmentaires : diverses inscriptions lapidaires et les Fasti Antiates maiores. Les Neptunalia marquent le début de la période de la Canicule qui commençaient à cette date et se terminent à celles de la célébration des fêtes de Volcanalia, le 23 août. Quatre fêtes se suivent les jours impairs du mois de Quintilis (juillet), temps de la Canicule : les Lucaria les 19 et 21 juillet, suivis des Neptunalia le 23 juillet et des Furrinalia le 25 juillet. Ce regroupement n'est probablement pas fortuit, les travaux de Georg Wissowa ont montré que dans de nombreux cas, les fêtes espacées d'un jour forment une paire associée à une même préoccupation. Selon cette approche, Neptune et Furrina seraient donc deux divinités des eaux opposées et complémentaires. La période de Canicule qui commence avec les Neptunalia est celle où la gestion de l'eau peut être préoccupante. Les chapitres 8 à 12 du traité de Palladius, auteur du Ve siècle, décrivent pour cette période les travaux nécessaires à la collecte des eaux, à savoir mise en place de canalisations et creusement des puits.
Varron mentionne la fête sans donner de détails. Pline l'Ancien la signale comme « le vrai temps de semer les raves et les navets est entre les fêtes des deux divinités Neptune et Vulcain ». Mais les textes romains connus sont muets sur la quasi totalité des rites des Neptunalia. Seul Festus Grammaticus indique « On appelle UMBRAE dans les fêtes de Neptune des huttes de feuillage employées au lieu de tentes », ce qui semble être un rituel de protection de l'ardeur du soleil de Canicule.

## Analyse comparative
Les textes des auteurs antiques relatifs aux Neptunalia n'évoquent pas de mythe de fondation qui pourrait servir à une étude de mythologie comparée, à la différence d'autres fêtes religieuses romaines. Il faut donc rechercher dans l'histoire romaine un épisode archaïque et légendaire qui soit lié à l'eau, élément de Neptune, qui se soit produit à cette période de Canicule, et pour lequel on trouve une similitude parmi d'autres mythes indo-européennes connus. Parmi les équivalents mythologiques indo-européennes de Neptune (*Nept-u-no), on trouve une parenté linguisitique avec Nechtan (*Nekt-o-no) de la mythologie celtique irlandaise et avec Apam Napat dans la mythologie indo-iranienne, tous trois dérivent d'un radical indo-européen *nepot-/*nept- (signifiant « petit-fils » ou « neveu ») et se comprennent comme « descendant des eaux ».
Georges Dumézil a recherché un épisode fabuleux lié à l'eau, commun à ces trois divinités. Dans un mythe irlandais, à la suite d'un sacrilège, le puits servant de demeure à Nechtan a débordé en une rivière qui a puni la coupable puis a rejoint la mer sous la forme bénéfique de la rivière Boyne. L'histoire romaine évoque une calamité hydraulique similaire qui aurait eu lieu au début du IVe siècle av. J.-C. : tandis que les Romains assiégeaient Véies en vain depuis dix ans, en fin d'un été sec, le lac d'Albe gonflait subitement et menaçait de déborder en une rivière dévastatrice. Interrogé sur ce prodige, l'oracle de Delphes l'expliqua comme la manifestation de la colère divine à la suite de négligences dans la célébration des Féries latines sur les Monts Albains. Il prescrit aux Romains d'empêcher la rivière d'atteindre la mer. L'oracle prédit aussi que Véies ne serait prise que si le lac était vidé. Les Romains dérivèrent le flot menaçant par de multiples canaux qui irriguèrent la campagne environnante et vidèrent le lac d'Albe,. Dans les deux récits, une faute sacrilège provoque la colère divine, manifestée par l'irruption menaçante ou destructrice d'une eau jusqu'ici stable. Mais l'épisode romain indique de plus l'action corrective humaine, consistant en travaux de dérivation, action doublement bénéfique puisque la catastrophe est évitée et que Véies est enfin prise par les Romains.
Les récits du Rig-Véda indien où apparait Apam Napat le montrent seulement laisser puiser l'eau de la rivière par les prêtres sans connotation climatique. Apam Napat dispose du symbole lumineux de souveraineté le Khvarenah (en), qu'il a dissimulé dans un lac, et dont un Touranien sacrilège tente de s'emparer. Le Khvarenah lui échappe en creusant des écoulements d'eau sur le bord du lac.
En 1981, Dominique Briquel rapporte un épisode insolite, inséré dans le récit d'Hérodote de la campagne de Cyrus le Grand contre Babylone en 539 av. J.-C. Cyrus retarde inexplicablement sa campagne pour faire creuser des centaines de canaux qui transforment le fleuve Gyndès en un filet d'eau. Ce traitement est infligé au Gyndès pour avoir causé la noyade d'un des chevaux sacrés de Cyrus. On retrouve le thème d'une eau douce devenue hostile — elle tue un animal sacré —, qui est neutralisée par sa dispersion grâce à de multiples canaux. De surcroît, l'année suivante Cyrus s'empare de Babylone grâce à la dérivation de l'Euphrate. Le parallélisme est frappant avec le récit de la prise de Véies par les Romains : lutte interminable contre un adversaire, menace aquatique soudaine, conjurée par des travaux de dérivation, puis enfin le succès militaire. Les deux récits renvoient à un fonds commun légendaire dont ont hérité Romains et Iraniens, déjà mis en lumière entre Romains et Celtes par Georges Dumézil.
Le Neptune honoré des Romains est donc l'interprétation latine d'un dieu indo-européen, maître inquiétant et vindicatif des eaux douces, lac, puits ou fleuve, dont il est le descendant (le nepos).

## Persistance et évolution sous l'Empire
Les Neptunalia étaient encore célébrées sous l'Empire : une ode d'Horace (fin du Ier siècle av. J.-C.) fait référence à ces fêtes. Le commentaire des Géorgiques que fait Servius présente encore Neptune comme une divinité des cours d'eau et des sources, mais le Neptune des eaux douces va s'assimiler au Poséidon grec, dieu des mers. À la du fin du Ier siècle, Tertullien mentionne l'existence de jeux neptunaux, qui pourraient avoir été crées par Nerva (96-98) pour rendre Neptune favorable à la navigation des navires approvisionnant Rome.
On sait qu'à l'époque chrétienne on célébrait encore les Neptunalia près des sources,. Elles figurent au mois de juillet du calendrier dit « philocalien » dans le Chronographe de 354. Le poète Ausone (fin du IVe siècle) dans sa 23e églogue consacrée au calendrier romain cite encore les Neptunalia, qui se fêtent par des courses de chars à Rome et aussi des évolutions nautiques à Ostie, Ausone étant le seul auteur connu qui fait mention de la présence de navires. L'existence de jeux sur le littoral de Rome est confirmée par deux inscriptions datées du début et du milieu du IIe siècle découvertes à Ostie, qui commémorent les célébrations dédiées à Neptune par le préteur urbain,.

## Postérité
En 2014, un des reliefs de l'astéroide Vesta a été nommé Neptunalia dorsa en évocation des fêtes romaines, l'astéroïde (4) Vesta étant lui-même porteur d'un nom romain.
Une fête de la Canicule du mois d'aout est célébrée en Tunisie dans la ville de Sousse sous le nom de Carnaval d'Aoussou. Cette célébration, dépourvue de toute connotation religieuse, aurait selon les organisateurs un rapport avec l'Océan et donc l'antique Neptune.